# Chiesa di Santa Maria ad Nives (Castel Campagnano)
La chiesa di Santa Maria ad Nives è una chiesa di Castel Campagnano.

## Storia e descrizione
La chiesa venne edificata nel 1326 nei pressi della porta inferiore del borgo. Venne completamente restaurata nel 1753.
Alla chiesa di accede tramite una doppia rampa di grandini. La facciata è in stile neoclassico: il portale ligneo è racchiuso in una cornice in pietra su cui è segnata la data del restauro, ossia il 1753, ed è scandito tra due lesene in ordine ionico che reggono una trabeazione, su cui poggia un secondo ordine caratterizzato al centro da un finestrone tra due lesene in ordine corinzio che reggono a loro volta una trabeazione che sorregge il timpano. Internamente la chiesa, in stile barocco, ha la forma a croce latina ed è a navata unica: si aprono tre cappelle con cupola emisferica su ogni lato, comunicanti tra loro, decorate con marmi risalenti al XX secolo. In corrispondenza delle cappelle, nella parte alta, sono altrettanti finestroni rettangolari che poggiano su una trabeazione, la quale corre lungo tutto il perimetro della chiesa. La volta, decorata con stemmi gentilizi e stucchi, è a botte ed è scandita da archi che scaricano a terra tramite lesene in ordine corinzio. La zona del presbiterio è separata dal resto della chiesa da una balaustra in marmo del XIX secolo: l'altare maggiore, sempre in marmo, risale al XVIII secolo. Alle spalle dell'altare maggiore è posta la statua della Madonna con il Bambino, racchiusa in una nicchia decorata nella parte superiore da due puttini e al centro la corona dell'Immacolata; una finestra rettangolare è posta al di sopra della nicchia. Ai lati del presbiterio sono due altari, mentre al centro del finto transetto una cupola a cassettoni decorata con affreschi. All'interno della chiesa sono conservate quattro pale del XVIII secolo di scuola napoletana di cui una raffigurante la Madonna della Neve, un pulpito in legno, posto nei pressi dell'arco di trionfo, mentre nella controfacciata è la cantoria, con un organo a canne della prima metà del XX secolo. A destra della chiesa si trova il campanile a base quadrata.